# 高敏
高敏（1970年9月28日—），女，四川自貢人，中國前跳水運動員。為中國贏得第一個世界游泳錦標賽冠軍，第一個奧運跳板跳水冠軍。是中國第一個跳水世界游泳錦標賽、世界杯及奧運會的「大滿貫」得主。7年職業生涯中，在所有世界大賽上保持全勝，包括於1988年及1992年奧運會贏得3米跳板跳水金牌，有「跳水女皇」和「不敗神話」的稱譽。

## 簡歷
高敏出生於四川自貢市，4歲開始習泳。6歲進入四川自貢市少年業餘體育學校，先是練習體操，9歲受啟蒙導師楊強挑選接受跳水訓練。1980年入選四川省跳水隊，12歲成為全國冠軍。1985年入選中國國家隊，16歲得到第一個世界冠軍，18歲成為世界賽大滿貫得主。不過，高敏和其他運動員一樣備受傷患困擾：12歲那年曾因從十米跳臺上墜落導致肺部出血；運動員生涯後期腰傷、肩傷嚴重，在1992年巴塞隆納奧運會時甚至需注射麻醉止痛針（跳水隊內稱為「封閉針」）方能出賽。高敏在巴塞隆納奧運會後退役。

## 跳水成就
1986年，高敏贏得首項國際賽錦標──第5屆世界游泳錦標賽3米跳板跳水冠軍。之後在1988年漢城奧運會贏得中國首枚奧運會跳板跳水金牌，在1992年巴塞隆納奧運會再度勝出。在整個運動員生涯中，她共贏得70多枚國際比賽金牌，11項世界冠軍。在1988年，高敏連續三次在國際賽事中得分超過600分，成為唯一在國際比賽中單場總積分超過600分的女子跳水運動員。此記錄遠遠超過當時3米跳板跳水水平包括1994年世界游泳錦標賽冠軍得分548.49，1996年亞特蘭大奧運會冠軍得分547.68，1998世界游泳錦標賽冠軍得分544.62。 
在高敏的7年職業生涯里（1986年－1992年），被美國雜誌《游泳世界》連續7年選為世界最佳跳板跳水運動員。1987年至1989年期間，被美國雜誌《游泳世界》連續3年選為世界最佳跳水運動員。1988年、1989年、1990年連續3年被評為中國「全國十佳運動員」，1989年被選為「建國40周年40名優秀運動員之一」。
1998年，高敏進入世界游泳名人堂。被認爲是「優雅和技藝超群的中國冠軍」，「与同樣在跳水中取得統治地位」。是「最受尊敬的中國運動員」及「最偉大的跳水運動員之一」。2003年高敏進入世界婦女運動名人堂。

## 退役後生活
自1992年退役，高敏先前往美國印第安那州鮑爾州立大學進修體育管理，後赴加拿大亞伯達省埃德蒙頓肯斯曼跳水俱樂部擔任總教練。她教導的多名學生入選加拿大國家跳水隊，而該跳水俱樂部成績也躍升為加拿大全國第二。1998年她曾短暫復出代表中國參加世界跳水大獎賽，最終因傷退出，該次未有獲得獎項。
2005年她回到中國出版自傳《追夢》，講述其運動員生涯。

## 家庭
高敏曾在1995年與著名足球解說員蘇東結婚，但兩人于1997年離異。1998年於加拿大再婚，丈夫是大學教授陳志剛，育有兩子。

## 综艺节目
- 2013年 星跳水立方 教練

## 延伸阅读
[在维基数据编辑]

## 外部連結
- 高敏的新浪微博
- 奧運冠軍高敏作客新浪訪談實錄，新浪網，2005年7月13日。